# Клаус Юелль
Клаус Юелль (норв. Claus Juell, 5 лютого 1902 — 19 грудня 1979) — норвезький яхтсмен.
Олімпійський чемпіон 1920 року в класі 10 метрів (за правилами 1907 року).